# سارة بورسيل
سارة بورسيل (بالإنجليزية: Sarah Purcell)‏ هي ممثلة أمريكية، ولدت في 8 أكتوبر 1948 في ريتشموند في الولايات المتحدة.

## وصلات خارجية
- سارة بورسيل على موقع IMDb (الإنجليزية)
- سارة بورسيل على موقع إن إن دي بي (الإنجليزية)
- سارة بورسيل على موقع قاعدة بيانات الفيلم (الإنجليزية)